# Maryna Porochenko
Maryna Anatoliïevna Porochenko (ukrainien : Марина Анатоліївна Порошенко ; russe : Марина Анатольевна Порошенко, Marina Anatolevna Porochenko), née le 1er février 1962, est l'épouse de Petro Porochenko et ainsi Première dame d'Ukraine de 2014 à 2019.